# Comuna Oltenești, Vaslui
Oltenești este o comună în județul Vaslui, Moldova, România, formată din satele Curteni, Oltenești (reședința), Pâhna, Târzii, Vinețești și Zgura.

## Demografie
Componența etnică a comunei Oltenești
     Români (91,89%)
     Alte etnii (0,28%)
     Necunoscută (7,83%)
Componența confesională a comunei Oltenești
     Ortodocși (87,14%)
     Creștini după evanghelie (2,56%)
     Evanghelici (1,61%)
     Alte religii (0,52%)
     Necunoscută (8,16%)
Conform recensământului efectuat în 2021, populația comunei Oltenești se ridică la 2.108 locuitori, în scădere față de recensământul anterior din 2011, când fuseseră înregistrați 2.515 locuitori. Majoritatea locuitorilor sunt români (91,89%), iar pentru 7,83% nu se cunoaște apartenența etnică. Din punct de vedere confesional, majoritatea locuitorilor sunt ortodocși (87,14%), cu minorități de creștini după evanghelie (2,56%) și evanghelici (1,61%), iar pentru 8,16% nu se cunoaște apartenența confesională.

## Politică și administrație
Comuna Oltenești este administrată de un primar și un consiliu local compus din 11 consilieri. Primarul, Constantin Galeru[*], de la Partidul Național Liberal, este în funcție din 2016. Începând cu alegerile locale din 2024, consiliul local are următoarea componență pe partide politice:
|  | Partid                          | Consilieri | Componența Consiliului | Componența Consiliului | Componența Consiliului | Componența Consiliului | Componența Consiliului |
|  | ------------------------------- | ---------- | ---------------------- | ---------------------- | ---------------------- | ---------------------- | ---------------------- |
|  | Partidul Național Liberal       | 5          |                        |                        |                        |                        |                        |
|  | Partidul Social Democrat        | 4          |                        |                        |                        |                        |                        |
|  | Alianța pentru Unirea Românilor | 2          |                        |                        |                        |                        |                        |